# Westerzgebirge
Westerzgebirge este o arie protejată (arie de protecție specială avifaunistică — SPA) din Germania întinsă pe o suprafață de 6.655 ha, integral pe uscat.

## Localizare
Centrul sitului Westerzgebirge este situat la coordonatele 50°25′55″N 12°35′19″E / 50.4319°N 12.5886°E.

## Înființare
Situl Westerzgebirge a fost declarat arie de protecție specială avifaunistică în noiembrie 2006 pentru a proteja 19 specii de animale.

## Biodiversitate
Situată în ecoregiunea continentală, aria protejată nu include niciun habitat protejat.
La baza desemnării sitului se află mai multe specii protejate de  păsări (19): minunița (Aegolius funereus), rață mică (Anas crecca crecca), Anas platyrhynchos platyrhynchos, rață-cu-cap-castaniu (Aythya ferina), rața moțată (Aythya fuligula), buha (Bubo bubo), barză neagră (Ciconia nigra), ciocănitoare neagră (Dryocopus martius), becațină comună (Gallinago gallinago), ciuvică (Glaucidium passerinum), sfrâncioc roșiatic (Lanius collurio), Mergus merganser merganser, cormoran mare (Phalacrocorax carbo carbo), Podiceps cristatus cristatus, mărăcinar (Saxicola rubetra), Tachybaptus ruficollis ruficollis, cocoșul de mesteacăn (Tetrao tetrix tetrix),  cocoș de munte (Tetrao urogallus), fluierar de mlaștină (Tringa glareola).